# 親北
親北（しんほく、しんぼく、朝: 친북、英: Pro-North Korean）とは、朝鮮民主主義人民共和国（北朝鮮）を支持・擁護する立場、もしくは北朝鮮主導の朝鮮半島統一を支持する立場を指す。別称として日本では親朝（しんちょう）、大韓民国（韓国）では従北（じゅうぼく、じゅうほく、韓: 종북）も用いられる。

## 基準
親北についての統一的な定義は存在しないが、2015年11月18日に親北反国家行為者人名辞典（従北人名辞典）の出版が発表された際に、趙甲濟は元北朝鮮工作員である金東植の証言から、親北に該当する勢力の基準として下記の5つを絶対に批判しないと主張している。
1. 北朝鮮の最高指導者（金日成、金正日、金正恩）
2. 共産主義・社会主義国家における世襲[4][5][6]
3. 主体思想
4. 北朝鮮の独裁体制
5. 北朝鮮国内の人権侵害

## 概要
連合国による南北分断当初から、朝鮮では南朝鮮の政府（韓国）に正統性はなく、北朝鮮の政府に正統性があると考える者が多かった。史実であるか否かはともかくとして、北朝鮮の指導者には抗日パルチザンの英雄達（特に金日成）が就いていること、ソ連軍は北朝鮮各地域に人民委員会を組織すると直ちに権力を引き渡したのに対し、米軍は南朝鮮にアメリカ主導の李承晩政権が誕生するまで直接軍政を敷いていたことがその理由である。在日朝鮮人の小説家・金達寿も、著書「朝鮮」のグラビアで、軍事境界線上で北朝鮮側から見た韓国軍の写真を掲載している。
独立から朝鮮戦争を経て1991年に国際連合へ加盟するまで、分断国家の韓国は冷戦という環境下で「朝鮮の正当な国家」としての地位を北朝鮮と争っていた。朝鮮戦争の被害と公権による徹底的な反共政策の結果、当時の韓国世論は北朝鮮を敵視しており「親北」は社会的に許されるものでなかった。そのため、歴代政権はしばしば反政府運動と「親北行為」を同一視して国家保安法による冤罪事件を生み出した。「親北」が許されない社会状況は民主化宣言後も続いていたが、この間に1991年に第41回世界卓球選手権で南北統一チームとして出場するなどと状況は大きく変わった。1998年に金大中政権になり2000年代に入ると、太陽政策の影響から韓国世論は北朝鮮を「敵」ではなく「同胞」として見るようになった。ハンギョレ等在野系の流れを汲むマスコミを通じて南北融和を促す主張が提起された。このような流れは韓国現代史の評価見直し作業と並行して進み、特に盧武鉉政権は真実和解委員会という政府組織を新設して政治家（李承晩・朴正煕等）の反共政策、韓国軍、韓国中央情報部による「犯罪行為」の調査・発表を行った。
韓国では北朝鮮への融和言動・低姿勢だけでなく、北朝鮮政府の代弁者・傘下のように脱北者や北朝鮮による死傷者に対する無関心や冷酷な言動、北朝鮮批判活動制限・チラシ頒布妨害への批判に用いられている 。
日本の革新陣営では、始めは日本共産党が北朝鮮の執権政党である朝鮮労働党と交流していたが、共産党が主体思想や赤化統一論を批判したため関係が悪化し交流が断絶した。その後、日本社会党が朝鮮労働党と友好関係を築き、飛鳥田一雄や田邊誠など歴代の社会党幹部が訪朝し「朝鮮労働党唯一の友党」を自称した。また社会党は他の革新野党である共産党や民社党から疑念を持たれた日本人拉致問題に関しても「拉致問題は朝鮮人差別によるでっち上げ」という立場を取った。これは社会党が社会民主党になってからも、1997年に機関誌である『月刊社会民主』に「少女拉致疑惑事件は新しく創作された事件というほかない」と断じた論文が掲載された。2002年、社民党は世論の反発を受け朝鮮労働党との友好関係を凍結した。社民党幹事長（当時）の又市征治は2016年に北朝鮮が行ったミサイル実験について談話において「事実上のミサイル」として抗議した。
なお、韓国で朴正煕率いる開発独裁体制が反共の猛威を振るった1960年代から1970年代にかけて、日本の知識人の間では、親北であることが進歩的であるとの空気が蔓延していたが、1980年代には北朝鮮がラングーン事件や大韓航空機爆破事件などのテロ事件を起こしたことをきっかけにその体制の実態が少し知られ始めた。1990年代に入ると、それまで革新派に批判されていた韓国では民主化が進んだ一方、核兵器開発問題や人権問題などが日本のマスメディアでも強調されるようになった。
2002年の日本人拉致事件報道以降でも日本には親北団体メンバーや地方議員など訪朝する政治家が存在している。2017年10月末には神奈川県の大和市議と横須賀市議2人が訪朝している。日本政府関係者によると、2017年時点で毎年日本から北朝鮮友好団体の約150人、現役の地方議員を中心に政治家約50人、マスコミ関係者の30人ほどが訪朝していることが報道されている。観光目的の一般の日本人の2倍いるとされ、合計で年間300人以上の日本人が訪朝している。

## 北朝鮮の国際関係

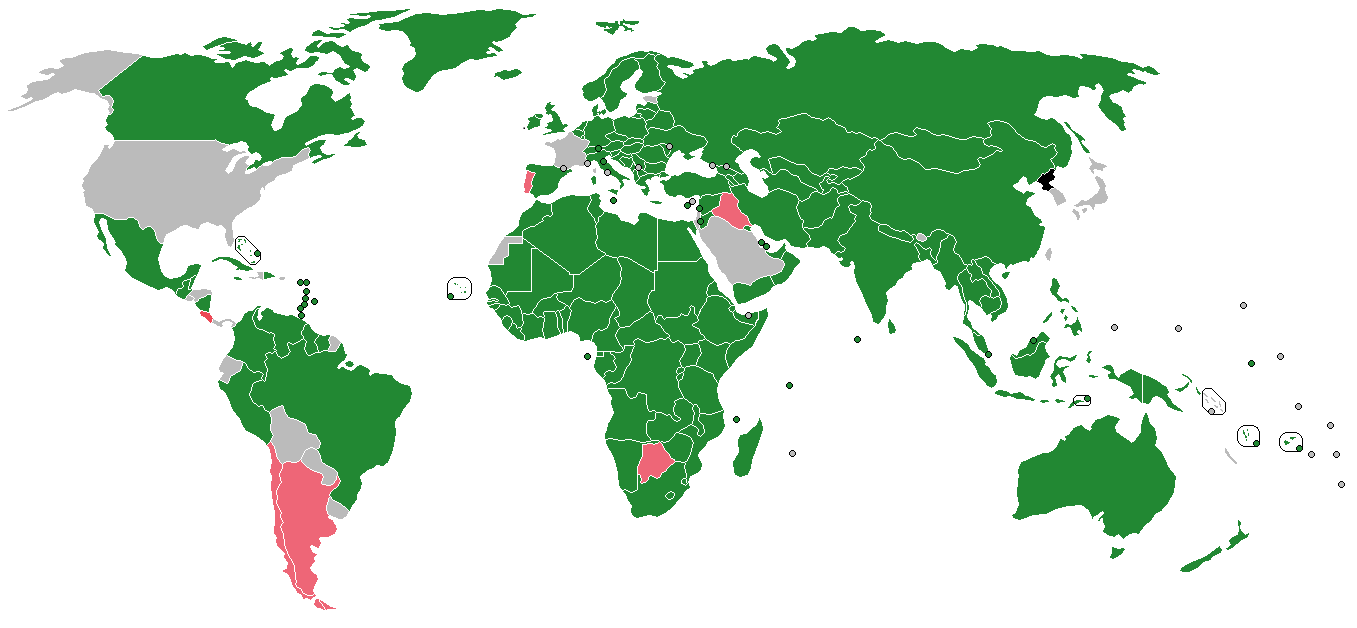
北朝鮮の国際関係図。緑色で塗られた諸国とは国交を有し、赤色で塗られた諸国とは国交が断絶し、灰色で塗られた諸国とは国交を有していない。その後、核開発やミサイル発射によって、いくつか国交断絶されている。

| 調査対象国     | 肯定 | 否定 | どちらでもない | 肯定-否定 |
| -------------- | ---- | ---- | -------------- | --------- |
| アメリカ合衆国 | 5%   | 88%  | 7              | −83       |
| イギリス       | 7%   | 89%  | 4              | −82       |
| オーストラリア | 6%   | 87%  | 7              | −81       |
| フランス       | 9%   | 85%  | 6              | −76       |
| カナダ         | 10%  | 81%  | 9              | −71       |
| スペイン       | 5%   | 75%  | 20             | −70       |
| ギリシャ       | 6%   | 64%  | 30             | −58       |
| 中国           | 19%  | 76%  | 5              | −57       |
| ドイツ         | 1%   | 56%  | 43             | −55       |
| ブラジル       | 23%  | 60%  | 17             | −37       |
| メキシコ       | 24%  | 54%  | 22             | −30       |
| ペルー         | 22%  | 51%  | 27             | −29       |
| インドネシア   | 17%  | 46%  | 37             | −29       |
| インド         | 19%  | 40%  | 41             | −21       |
| トルコ         | 34%  | 44%  | 22             | −10       |
| ロシア         | 20%  | 30%  | 50             | −10       |
| ナイジェリア   | 33%  | 42%  | 25             | −9        |
| ケニア         | 27%  | 36%  | 37             | −9        |
| パキスタン     | 20%  | 25%  | 55             | −5        |

| 調査対象国     | 肯定 | 否定 | どちらでもない | 肯定-否定 |
| -------------- | ---- | ---- | -------------- | --------- |
| 日本           | 1%   | 91%  | 8              | -90       |
| 韓国           | 3%   | 91%  | 6              | -88       |
| アメリカ合衆国 | 4%   | 90%  | 6              | -86       |
| ドイツ         | 3%   | 85%  | 12             | -82       |
| オーストラリア | 8%   | 86%  | 6              | -78       |
| カナダ         | 6%   | 83%  | 11             | -77       |
| イギリス       | 9%   | 83%  | 8              | -74       |
| イスラエル     | 1%   | 70%  | 29             | -69       |
| フランス       | 10%  | 79%  | 11             | -69       |
| スペイン       | 7%   | 73%  | 20             | -66       |
| メキシコ       | 13%  | 47%  | 40             | -34       |
| ブラジル       | 20%  | 54%  | 26             | -34       |
| ペルー         | 22%  | 49%  | 29             | -27       |
| 中国           | 20%  | 46%  | 34             | -26       |
| アルゼンチン   | 12%  | 33%  | 55             | -21       |
| ロシア         | 19%  | 37%  | 44             | -18       |
| インドネシア   | 28%  | 44%  | 26             | -16       |
| インド         | 23%  | 27%  | 50             | -4        |
| パキスタン     | 28%  | 32%  | 40             | -4        |
| ケニア         | 34%  | 34%  | 32             | 0         |
| ナイジェリア   | 42%  | 38%  | 20             | 4         |
| トルコ         | 32%  | 19%  | 49             | 13        |
| ガーナ         | 57%  | 20%  | 23             | 37        |

北朝鮮は国際社会に対し攻撃姿勢を貫き、ラングーン事件や大韓航空機爆破事件、近隣諸国民拉致など国際的テロリズム事件を多数引き起こし、20世紀末から核実験やミサイル発射を断続的に実施しているため、国際社会から憂慮されている。外貨獲得のためには手段を選ばず、通貨偽造や麻薬製造などの犯罪行為に手を染め、外国へのサイバーテロにも注力し、外国銀行への不正アクセスによって資金を盗んでいる。国際社会からはならずもの国家と見做されており、厳しい経済制裁が行われているにもかかわらず、挑発的行動や犯罪行為は続いており、アメリカからはテロ支援国家に指定されている。

### 韓国と国交が無く、北朝鮮と国交がある国

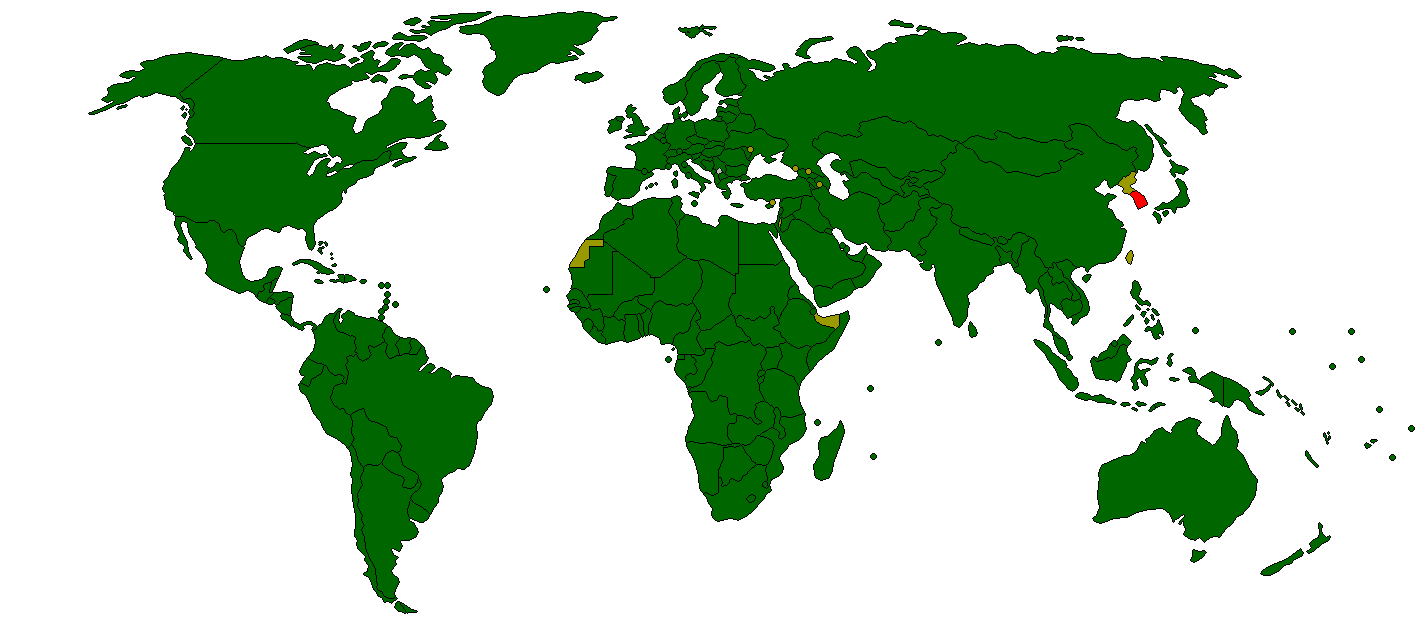
緑色で塗られた諸国は大韓民国と国交を有し、灰色で塗られた国キューバ、シリア、北マケドニアは大韓民国と国交を有しておらず、大韓民国は黄色の朝鮮民主主義人民共和国・西サハラ・ソマリランド・中華民国、コソボは国家として承認していない。

大韓民国外交通商部によると、2015年時点で韓国と国交がない国はキューバ、シリア、マケドニアの3カ国であるが、うちシリア、キューバは、北朝鮮とは国交を結んでいる親朝国家である。逆に、アルゼンチン、イラク、チリ、ボツワナはかつて北朝鮮と国交があったが断交し、韓国とは国交がある。マケドニアは、1995年に韓国と早期国交樹立の原則を確認したものの、翌年に少数国政政党のマケドニア共産党（Communist Party of Macedonia ）が韓国における「利敵団体」の韓国大学総学生会連合へ公式的な支持を表明したことで両国関係は冷え込んだために国交回復交渉が中断された。

#### シリア
シリアは1966年の国交樹立以降から北朝鮮の友好国であるため、韓国との国交締結を渋っている。1973年10月の第4次中東戦争では、北朝鮮がシリアに部隊や武器を提供している。

#### キューバ
キューバ :北朝鮮は1960年からキューバと外交関係を持ち、ハバナに大使館を置いている。キューバは北朝鮮の一貫した友好国であり、冷戦の間、北朝鮮とキューバはアメリカ帝国に反対する立場に基づく連帯の絆を築き、1968年にラウル・カストロ革命軍事相は彼らの見解が「すべてにおいて完全に同一である」と述べた。
キューバは北朝鮮との連帯を示すために、1988年ソウルオリンピックをボイコットした。
2016年、フィデル・カストロ元首相の死後に北朝鮮は3日間の喪に服すことを宣言して葬儀に代表団を送り、金正恩は平壌のキューバ大使館を訪問して弔意を表した。
2018年、ミゲル・ディアス＝カネル首相が北朝鮮を訪問し、北朝鮮に対する制裁への反対を強調した。
北朝鮮メディアはキューバ人を社会主義という共通の目的を持つ同志として描いており、キューバは北朝鮮との友好関係により、韓国と国交がなかったが、2024年2月14日に韓国と国交を樹立した。